# Malout
Malout är en stad i den indiska delstaten Punjab, och tillhör distriktet Muktsar. Folkmängden uppgick till 81 406 invånare vid folkräkningen 2011.